# أندرو بيرس (صحفي)
أندرو بيرس (بالإنجليزية: Andrew Pierce) هو صحفي بريطاني، ولد في 1961 في برستل في المملكة المتحدة.